# Якерсон, Давид Аронович
Давид Аронович Якерсон (15 [27] марта 1896, Витебск — 28 апреля 1947, Москва) — советский скульптор, график, оформитель.

## Биография

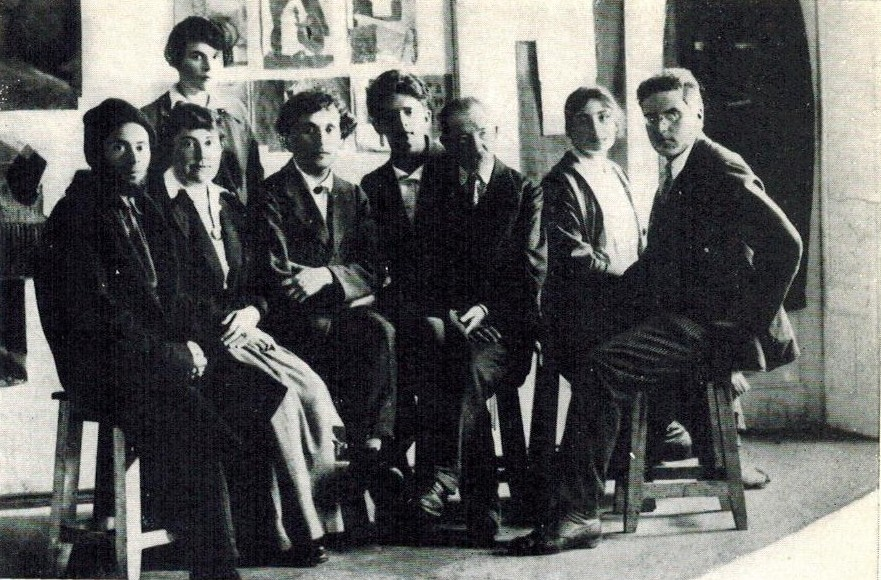
Преподаватели Народного художественного училища (слева-направо): Эль Лисицкий, Вера Ермолаева, Марк Шагал, Давид Якерсон, Юдель Пэн, Нина Коган, Александр Ромм. Стоит делопроизводительница училища. Витебск, 26 июля 1919 года

Учился на строительном факультете Рижского политехнического института, эвакуированного в Москву. С 1918 по 1922 год учился во ВХУТЕМАСе. Участвовал в 1918 году под руководством Марка Шагала в оформлении Витебска к Первой годовщине Октябрьской революции. В июле 1919 Марк Шагал пригласил Якерсона руководить скульптурной мастерской в Витебском Народном художественном училище.
Занимался у Юделя Пэна в середине 1900-х в Витебске вместе со своей будущей женой Еленой Кабищер, учился там же в Коммерческом училище.
Входил в созданное Казимиром Малевичем общество УНОВИС («Утвердители нового искусства»). Большинство супрематических работ Якерсона датировано 1920 годом. Многие из них экспонировались на выставках УНОВИСа 1920 года в Витебске и Москве.
С 1926 по 1931 год Якерсон активно работал в московском Обществе русских скульпторов, выставляя свои работы на выставках этого единственного в русском искусстве объединения мастеров пластики. В конце 1930-х годов участвовал в работах по декоративному убранству Всероссийской сельскохозяйственной выставки.
Уход от экспериментальных живописных и графических работ к разработке сюжетов исключительно фигурной скульптуры — вынужденное условие выживания Якерсона, как и многих других советских художников в 1930-е годы.
Умер в 1947 году. Похоронен на Востряковском кладбище.

## Работы находятся в собраниях
- Государственная Третьяковская галерея, Москва.
- Государственный Русский музей, Санкт-Петербург.[6]
- Витебский художественный музей, Витебск.
- Государственный музейно-выставочный центр «РОСИЗО», Москва.[7]
- Государственный литературный музей, Москва.[8]
- Художественная культура Русского Севера, Архангельск.[9]

## Персональные выставки
- 2000 — «Давид Якерсон. Скульптура. Работы на бумаге». ГМИИ им. А. С. Пушкина, Москва[10].

## Цитаты
- «Отправляя Якерсона в Москву Марк Шагал снабдил своего ученика характеристикой, в которой было сказано, что сей ваятель был занят „беспрерывной работой“ по украшению Витебска. Якерсон Давид Аронович стал одним из первых деятелей „монументальной пропаганды“. Пропаганда эта, как водится, началась с работ талантливых, а продолжалась и закончилась потоком бездарных монументов. Видимо, сама практика увековечивания памяти псевдопророков и вождей была глубоко порочна»[11] — А. Красильщиков, 2001.

## Известные скульптурные работы

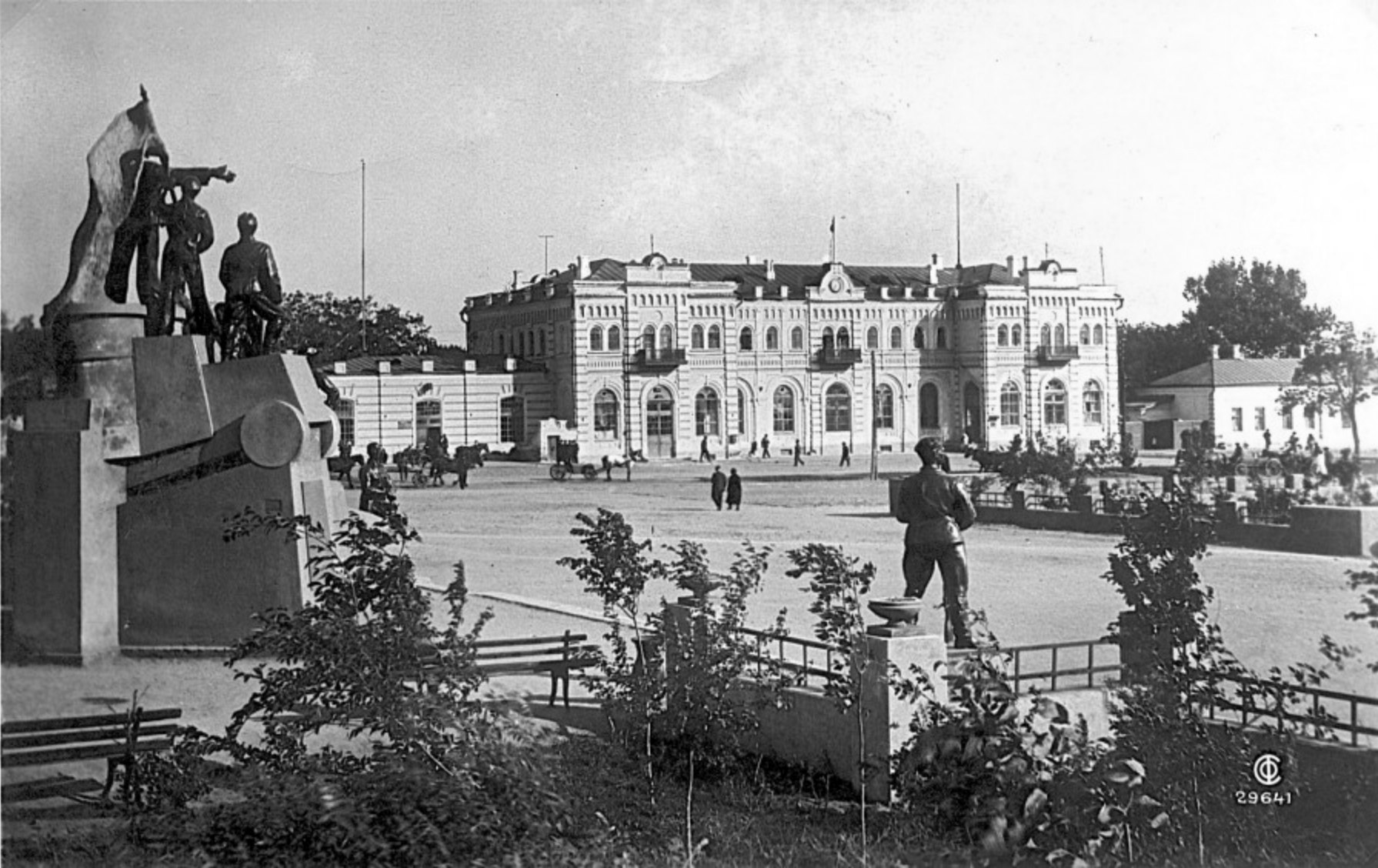
Памятник Ленину, Таганрог, 1930-е

- 1920 — Памятник Карлу Марксу, Витебск.
- 1921 — Памятник Якову Свердлову, Ставрополь.
- 1935 — Памятник Ленину, Таганрог. Уничтожен немецкими властями при оккупации города в 1941 году[12].

## Семья
- Елена Аркадьевна Якерсон (урождённая Кабищер, 1903—1990) — жена, живописец и график.